# MTV Video Music Brasil 2011
O MTV Video Music Brasil de 2011 (também conhecido como VMB 2011) foi a décima sétima edição da premiação. Ele foi realizado nos Estúdios Quanta, na Vila Leopoldina, no dia 20 de outubro de 2011, data que comemora os 21 anos da MTV Brasil no país. O evento foi reformulado, contando com apenas onze categorias anunciadas. Entre elas há novidades, como a de "Melhor Capa", que premia as melhores capas de discos nacionais , "Melhor Música" para as melhores músicas do ano segundo a crítica, e "Melhor Disco", que, segundo a direção musical da MTV Brasil, é a identidade de quem trabalha no cenário musical.  Além disso, a MTV Brasil anunciou que sete dessas categorias foram de decisão exclusiva da Academia MTV (júri especializado com cem personalidades de envolvimento com a música no Brasil), que volta a eleger os vencedores após quatro anos de decisão integral da audiência. As quatro restantes foram abertas para os internautas, no site da emissora. São elas: "Webclipe", "Webhit", "Hit do Ano" e "Artista Internacional".
A premiação e a festa de aniversário aconteceram ao mesmo tempo. O VMB geral foi comandado por Marcelo Adnet, e Bento Ribeiro comandou o "VMBB", a premiação na internet. Ao todo, três palcos foram montados para receber os shows e entregas de prêmios. Os indicados foram revelados em 26 de agosto de 2011 e a votação teve início três dias depois.
Alguns dias antes da realização da premiação, a emissora decidiu criar o Programa do VMB, com apresentação de Luiz Thunderbird, exibido nas segundas-feiras às 23 horas.. O Programa do VMB exibiu clipes que concorrem a premiação deste ano, além de fatos memoráveis que decorreram em edições passadas.

## Indicados
| Categoria                    | Vencedor                                         | Indicados |
| ---------------------------- | ------------------------------------------------ | --- |
| Videoclipe do ano            | Emicida - "Então Toma!"                          | Criolo - "Subirusdoistiozin" Garotas Suecas - "Banho de Bucha" Jota Quest - "É Preciso (A Próxima Parada)" Lurdez da Luz - "Andei" Mallu Magalhães - "Nem Fé, Nem Santo" Mombojó - "Antimonotonia" Móveis Coloniais de Acaju - "O Tempo" Pitty - "Só Agora" Thiago Pethit - "Nightwalker" |
| Hit do ano                   | CW7 - "Me Acorde pra Vida"                       | Emicida – "Rua Augusta" Fake Number – "Primeira Lembrança" Flora Matos – "Pretin" Forfun – "Quem Vai, Vai" Fresno – "Eu Sei" Marcelo Jeneci – "Felicidade" NX Zero – "Onde Estiver" Rancore – "Jeito Livre" Start – "Que Vença o Melhor"                                                  |
| Artista do ano               | Emicida                                          | Criolo Marcelo Camelo Marcelo Jeneci Nx Zero |
| Artista internacional do ano | Lady Gaga                                        | Adele Arcade Fire Beastie Boys Beyoncé Britney Spears Foo Fighters Kanye West Katy Perry The Strokes |
| Álbum do ano                 | Criolo – "Nó Na Orelha"                          | Cavalera Conspiracy – Blunt Force Trauma Marcelo Camelo – 'Toque Dela Marcelo Jeneci – "Feito pra Acabar" NX Zero – "Projeto Paralelo" |
| Música do ano                | Criolo - "Não Existe Amor em SP"                 | Marcelo Camelo – "Ôô" Marcelo Jeneci – "Feito pra Acabar" Marina Lima part. Samuel Rosa – "Pra Sempre" NX Zero part. Emicida, Yo-Yo e DJ King – "Só Rezo 2.0" |
| Banda ou artista revelação   | Criolo                                           | Apanhador Só CW7 Marcelo Jeneci Tulipa Ruiz |
| Aposta MTV                   | Tono                                             | Karol Conká O Lendário Chucrobillyman Rancore Start |
| Melhor capa                  | Tiê - "A Coruja e o Coração" (arte: Rita Wainer) | Copacabana Club – Tropical Splash (arte: Rimon Guimarães) Cansei de Ser Sexy – La Liberación (arte: Lovefoxxx) Garotas Suecas – Escaldante Banda (arte: Greg McKeighan) Alexandre Kassin – Sonhando Devagar (arte: Philippe Leon)                                                         |
| Web hit                      | Sou Foda                                         | Larica dos Muleke Magali Carioca Phoenix de Ribeirão Friday, Versão Inri Cristo |
| Webclipe                     | Banda Uó - "Shake de Amor"                       | A Banda Mais Bonita da Cidade – "Oração" Ecos Falsos – "Spam Do Amor" Móveis Coloniais de Acaju – "Dois Sorrisos" Skank – "De Repente" |

### Indicados ao VMBB
A transmissão paralela do VMB 2011 pela internet - o VMBB (Lado B do VMB) - apresentado por Bento Ribeiro, também teve suas categorias exclusivas, porém voltadas ao humor.
| Categoria                                 | Vencedor                                 | Indicados                                                |
| ----------------------------------------- | ---------------------------------------- | -------------------------------------------------------- |
| Melhor clipe com pessoas andando          | A Banda Mais Bonita da Cidade - "Oração" | Lurdez da Luz - "Andei" Start - "Que vença o melhor"     |
| Clipe mais molhado do ano                 | Fresno - "Eu sei"                        | Mallu Magalhães - "Nem Fé, Nem Santo" Pitty - "Só agora" |
| Melhor Fade out em um clipe               | Fake Number - "Primeira Lembrança"       | Marcelo Jeneci - "Felicidade" Emicida - "Então Toma"     |
| Melhor Figuração em um clipe nacional     | SIRsir - "Down"                          | Criolo - "Subirusdoistiozin" Lurdez da Luz - "Andei"     |
| Melhor nome de banda com letras e números | CW7                                      | NXZero CPM 22                                            |

## Performances
| Show Principal |
| --- |
| Nação Zumbi, Seu Jorge, Emicida, Macaco Bong e Guizado - "Você E Eu, Eu E Você"                                               |
| NX Zero e Rancore - "Só Rezo"/"Jeito Livre"                                                                                   |
| One Night Only (com Di Ferrero) - "Can You Feel It Tonight"                                                                   |
| Erasmo Carlos, Marcelo Jeneci, Laura Lavieri, Arnaldo Antunes e Mallu Magalhães - "Preciso Encontrar um Amigo"                |
| Criolo e Caetano Veloso - "'Não Existe Amor Em SP"                                                                            |
| Marcelo Camelo - "Ôô" |
| Marcelo D2, Karol Conká, Lurdez da Luz, Flora Matos e Start - "Eu Já Sabia"/"Que Vença O Melhor"/"Andei"/"Pretin"/"Boa Noite" |
| Marina Lima (com Edgard Scandurra, Bárbara Eugênia, Karina Buhr, Nina Becker e Tulipa Ruiz) - "Pra Começar"                   |
| Garotas Suecas, Gaby Amarantos e Banda Uó - "Banho De Bucha"/"Shake De Amor"/"Xirley"                                         |

## Apresentadores
| Apresentador (es)                                                        | Apresentou                                                                                     |
| ------------------------------------------------------------------------ | ---------------------------------------------------------------------------------------------- |
| Marcelo Adnet                                                            | Apresentador Geral                                                                             |
| Bento Ribeiro, Tatá Werneck e Paulinho Serra                             | Apresentadores do Lado B                                                                       |
| Restart                                                                  | Categoria Música do Ano                                                                        |
| Adriane Galisteu                                                         | Categoria Melhor Capa                                                                          |
| Rafael Cortez e Jô Suado                                                 | Categoria Clipe do Ano                                                                         |
| "Hebe Camargo" e "Zeca Camargo"                                          | Categoria Clipe Mais Molhado do Ano (Lado B)                                                   |
| Bia e Branca                                                             | Show do NX Zero, Rancore e One Night Only                                                      |
| Claudia Leitte e Jean Wyllys                                             | Categoria Revelação do Ano                                                                     |
| PC Siqueira e Luisa Marilac                                              | Categoria Webhit do Ano                                                                        |
| Tiê e Digão                                                              | Show de Erasmo Carlos, Marcelo Jeneci, Arnaldo Antunes e Mallu Magalhães                       |
| Dani Calabresa e Marcelo Adnet                                           | Categoria Aposta MTV                                                                           |
| MV Bill                                                                  | Show de Criolo e Caetano Veloso                                                                |
| Carol Trentini e Lucas                                                   | Categoria Artista Internacional                                                                |
| José Mojica Marins e Paulo Tiefenthaler                                  | Categoria Melhor Clipe com Pessoas Andando (VMBB)                                              |
| Michel Teló (com participação gravada de Paula Fernandes e Luan Santana) | Categoria Hit do Ano                                                                           |
| Rogério Flausino e Dado Villa-Lobos                                      | Show de Marcelo Camelo e convidados                                                            |
| Marimoon e a Google Tradutor                                             | Categoria Webclipe do Ano                                                                      |
| Ellen Jabour                                                             | Categoria Melhor Disco                                                                         |
| Wanessa e Jana Rosa                                                      | Show de Marina Lima, Edgard Scandurra, Bárbara Eugênia, Karina Buhr, Nina Becker e Tulipa Ruiz |
| Anderson Silva e Lea T                                                   | Categoria Artista do Ano                                                                       |